# Eupithecia indefinata
Eupithecia indefinata es una especie de polilla de la familia Geometridae. La especie fue descrita por primera vez por Pieter Cornelius Tobias Snellen habiendo sido descrita en 1874, con distribución en Colombia. Un sintipo fue descrito en el oeste de Bogotá, a 580 pies (176,8 m) de altitud. Es una polilla pequeña con un envergadura de 17,5 milímetros (0,7 plg).